# Miscellanées
« Analectes » redirige ici.  Pour celles de Confucius, voir Entretiens de Confucius.
Ne doit pas être confondu avec Mélanges.
Les miscellanées sont un genre littéraire composé de textes divers, « mélangés » avec une unité plus ou moins manifeste. C’est une technique de fragments, une sorte de mosaïque littéraire. On trouve très souvent aussi, chez de nombreux auteurs antérieurs au XXe siècle, le terme équivalent d'analectes (ou plus simplement ana) pour désigner ce genre littéraire hybride et morcelé. On parle aussi de varia, de silves ou encore de spicilège. Les Stromates de Clément d'Alexandrie en sont un des premiers exemples. 
Le Spicilège de Montesquieu est une œuvre posthume, publiée pour la première fois en 1944.
Les Miscellanées de Mr Schott de Ben Schott, parues en 2006, ont relancé la popularité du genre, tombé en désuétude depuis le XIXe siècle et qui se trouve depuis décliné sur des dizaines de thèmes.